# Kościół Nawiedzenia Najświętszej Maryi Panny w Kasince Małej
Kościół Nawiedzenia Najświętszej Maryi Panny w Kasince Małej – murowana z cegły świątynia rzymskokatolicka w miejscowości Kasinka Mała, pełniąca funkcję kościoła parafialnego miejscowej parafii.

## Historia

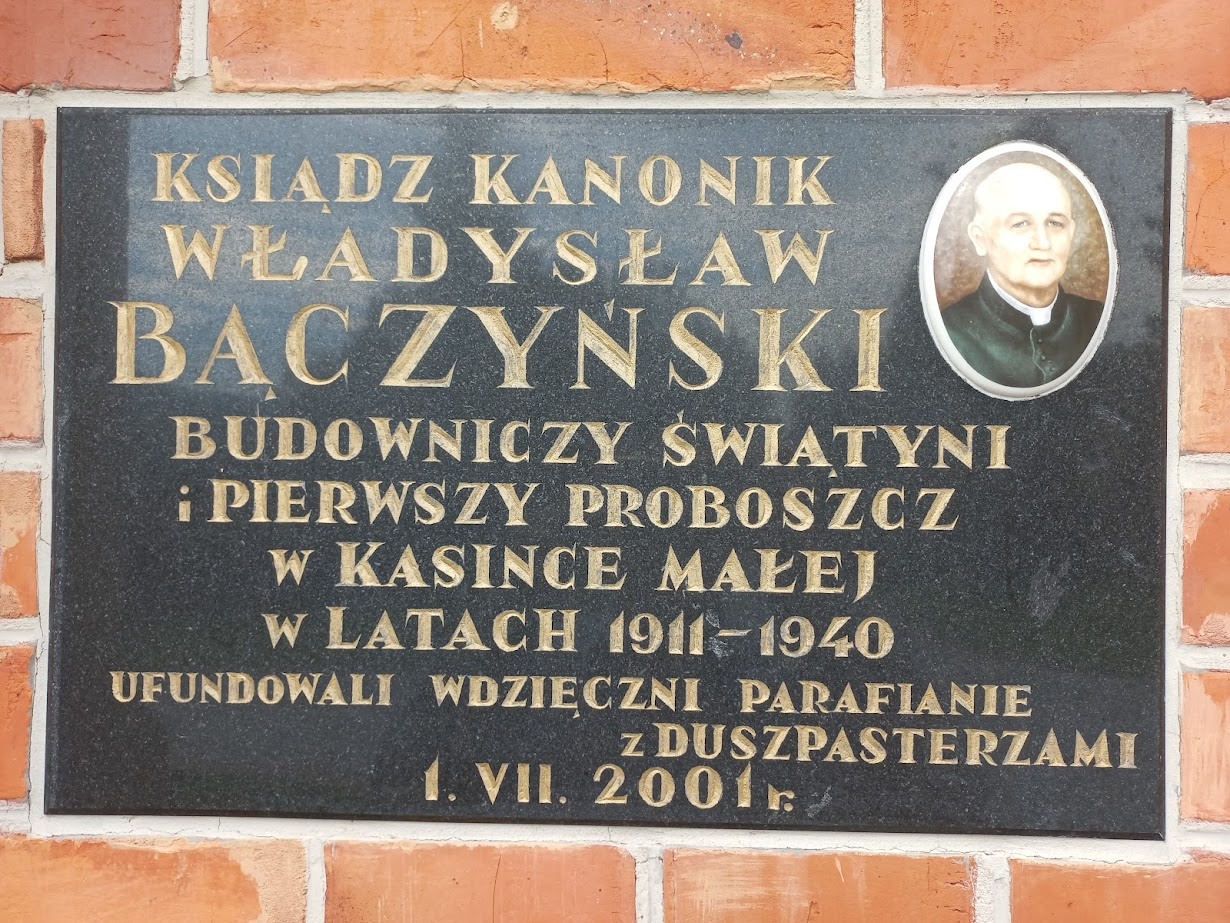
Tablica pamięci ks. Władysława Baczyńskiego pierwszego proboszcza i budowniczego kościoła w Kasince Małej

Aby wyodrębnić samodzielną parafię w Kasince Małej z dotychczasowej parafii w Mszanie Dolnej, na początku XX wieku zdecydowano się wybudować we wsi nowy kościół. Autorem projektu był Jan Sas-Zubrzycki, ceniony architekt związany w tym czasie z Krakowem, późniejszy profesor Politechniki Lwowskiej. Budowę rozpoczęto w 1912, a zakończono w listopadzie 1913 roku. Świątynię poświęcił wtedy ksiądz Szymon Kumorek. Trzy lata później ówczesny proboszcz Władysław Bączyński sprowadził do parafii rzeźbiarza Władysława Druciaka, aby pomalował prezbiterium i wykonał brakujące elementy wyposażenia świątyni. 
W roku 1934 miał miejsce pożar w kościele, po którym dokonano stosownych renowacji.

## Architektura
Kościół w Kasince Małej to świątynia wzniesiona z czerwonej cegły na planie krzyża, trójnawowa z transeptem i prezbiterium zakończonym absydą. Kamienne detale dekoracyjne, jak narożniki, portale, gzymsy i obramowania okien, wykonano z piaskowca. Budowla charakteryzuje się stylistyką neogotycką połączoną z zastosowaniem licznych elementów historyzujących okresu średniowiecza, w tym neoromańskich. Posiada dwie wieże: większa, decydująca o kompozycji bryły architektonicznej, znajduje się w fasadzie, nakryta jest dachem namiotowym i pełni funkcję dzwonnicy, zaś mniejsza, która umieszczona została w dachu na skrzyżowaniu naw, posiada ażurową formę i nakryta jest hełmem. Mniejsza wieżyczka kryje w swym wnętrzu sygnaturkę.

## Wnętrze
Wnętrze kościoła pokryte jest tynkiem, który w 1934 roku ozdobili malowidłami Łukasz Karwowski i Bernard Wietrzyk. Polichromia była kilkakrotnie odświeżana i zmieniana, m.in. w latach 1965, 1988 i 2008. Wśród elementów figuralnych znajdują się wizerunki świętych i błogosławionych, m.in. Karoliny Kózkówny, Rafała Kalinowskiego i brata Alberta.

### Ołtarze

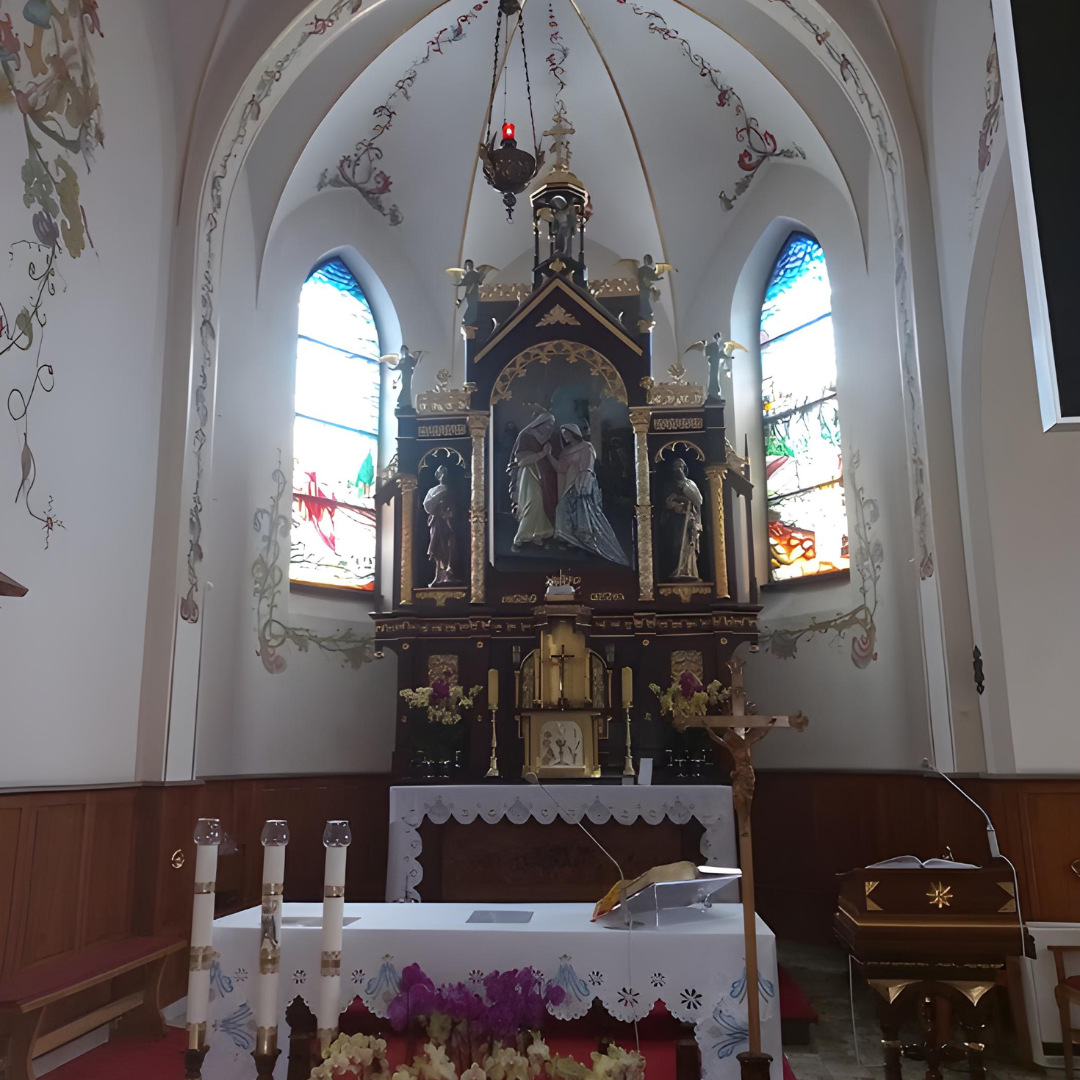
Ołtarz główny

ołtarz główny: pod wezwaniem Nawiedzenia Najświętszej Maryi Panny. Zdobią go dwie płaskorzeźby autorstwa Władysława Druciaka z Limanowej: spotkanie Maryi Panny i św. Elżbiety oraz Ostatnia Wieczerza.
ołtarze boczne
- ołtarz Najświętszego Serca Jezusowego – również wykonany przez Władysława Druciaka. W jego centrum znajduje się rzeźba Serca Jezusa, a po bokach znajdują się figury św. Wojciecha i św. Stanisława Biskupa,
- ołtarz Miłosierdzia Bożego,
- Ogrojec – ołtarz w formie tryptyku z trzema płaskorzeźbami wykonanymi przez Stanisława Ciężadlika: pośrodku Jezus modlący się w Ogrojcu i Anioł podający mu kielich, z lewej scena pojmania Jezusa, z prawej śpiący Apostołowie.
- ołtarz Matki Bożej Różańcowej – wykonany w Makowie w 1945 roku i sprowadzony do Kasinki w miejsce zniszczonego w pożarze. Pośrodku znajduje się obraz przedstawiający św. Dominika modlącego się do Matki Bożej Różańcowej z Dzieciątkiem na ręku. Po bokach umieszczono figury św. Kazimierza Jagiellończyka i św. Stanisława Kostki.

### Wyposażenie
Większość drewnianych elementów wyposażenia kościoła wykonał Stanisław Ciężadlik.
- rzeźbione w drewnie stacje Drogi Krzyżowej;
- konfesjonały z płaskorzeźbami: Powrót syna marnotrawnego oraz Rozgrzeszenie Marii Magdaleny;
- tablica pamiątkowa, poświęcona pierwszemu proboszczowi i budowniczemu kościoła w Kasince Małej - ks. Władysławowi Bączyńskiemu;
- witraże: Zwiastowanie, Święty Józef, Boże Narodzenie, Chrzest w Jordanie, Zmartwychwstanie, Ukoronowanie Najświętszej Maryi Panny, Święty Stanisław, Matka Boża Żniwna, Matka Boża Częstochowska, Całym Sercem Pragnę Służyć Tobie Panie, Krzyż, Katedra, Jan Paweł II.